# Kefar Malal
Kefar Malal (hebr. כפר מל"ל) – moszaw położony w samorządzie regionu Derom ha-Szaron, w Dystrykcie Centralnym, w Izraelu.
Leży na równinie Szaron w aglomeracji miejskiej Gusz Dan, w otoczeniu miast Kefar Saba i Hod ha-Szaron, oraz moszawu Ramot ha-Szawim.

## Historia
Moszaw został założony w 1916 przez żydowskich imigrantów z Europy Wschodniej. Nazywał się Ein Hai (pol. Żywa Fontanna). Podczas arabskich rozruchów w 1921 moszaw został zdobyty i zniszczony.
Ponowne zasiedlenie nastąpiło w 1922 pod obecną nazwą. Słowo Malal jest akronimem MLL pochodzącym od nazwiska rabina Moshe Leib Lilienbluma (1843-1910), który był jednym z przywódców syjonistycznego ruchu Chowewej Syjon.

## Gospodarka
Gospodarka moszawu opiera się na intensywnym rolnictwie.
Spółka Usie Ltd. produkuje sprzęt elektroniczny i komputerowy.

## Osoby związane z moszawem
- Ariel Szaron – urodzony w moszawie, premier[4].

## Komunikacja
Przez centrum moszawu przebiega droga nr 402 , którą jadąc na północ dojeżdża się do miasta Kefar Saba i drogi ekspresowej nr 4  (Erez–Kefar Rosz ha-Nikra), natomiast jadąc na południe dojeżdża się do miasta Hod ha-Szaron. Lokalną drogą prowadzącą na zachód dojeżdża się do moszawu Ramot ha-Szawim, i dalej do moszawu Giwat Chen oraz miasta Ra’ananna.